# 天主教聖安德魯斯暨愛丁堡總教區
天主教聖安德魯斯暨愛丁堡總教區（拉丁語：Archidioecesis Sancti Andreae et Edimburgensis）是英國蘇格蘭一個羅馬天主教教省總教區，也是蘇格蘭兩個總教區之一。
下轄阿伯丁教區、鄧凱爾德教區、加洛韋教區和阿蓋爾暨群島教區四個教區。

2011年，有115,900名教友，估轄區總人口7.6%，有113個堂區、120名司鐸、4名終身執事、52名修士、93名修女。榮休總主教為凱斯·麥克·博德·奧布賴恩樞機，已於2013年2月25日辭職，現任總主教為良‧庫什雷。
前身是東蘇格蘭代牧區。1878年蘇格蘭恢復聖統制，升為總教區。